# Matschenberg Offroad Arena
Die Matschenberg Offroad Arena ist eine Autocross-Motorsport-Rennstrecke in Cunewalde (Landkreis Bautzen, Sachsen) in der Oberlausitz. Sie liegt etwa 70 km östlich von Dresden und 12 km südlich von Bautzen an der B96 im Ortsteil Weigsdorf-Köblitz, wurde 1979 eingeweiht und ist seit 1999 einer der Austragungsorte der Europäischen und Deutschen Autocrossmeisterschaften.

## Geschichte

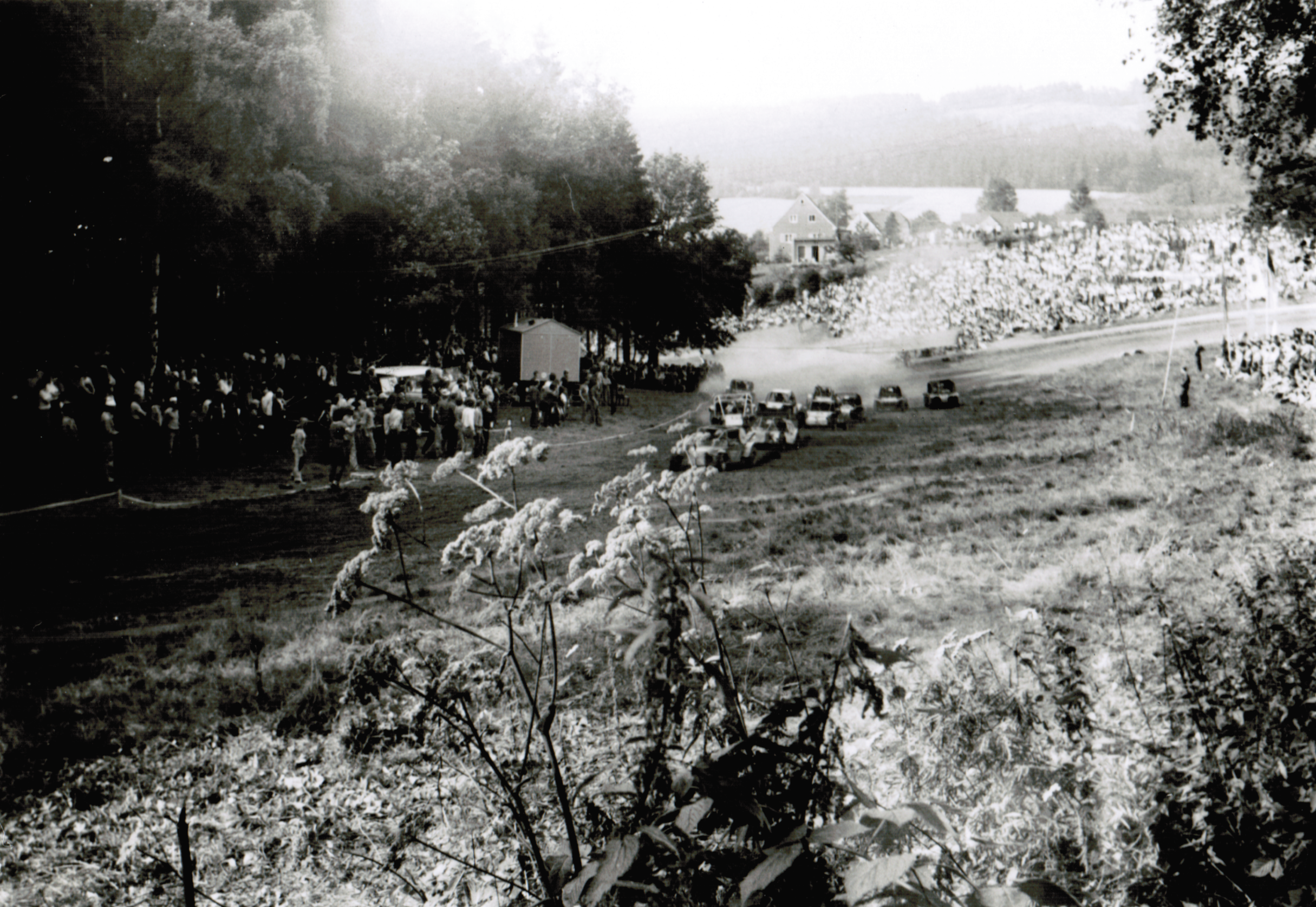
Lauf der DDR-Meisterschaft, 80er Jahre

Der Bau einer motorsportlichen Anlage war zu DDR-Zeiten nicht einfach, da der Moto- und Autocross-Sport nicht zu den olympischen Disziplinen zählte und anfangs nur wenig von der Politik gefördert wurde. 1977 begann schließlich der Bau der Anlage auf dem Matschenberg im damaligen Ort Weigsdorf-Köblitz, heute Ortsteil von Cunewalde. Nach zweijähriger Bauphase startete das erste Rennen zu den Läufen der DDR-Meisterschaft in den Klassen bis 600 cm³ und 1300 cm³ am 30. August 1979. Schon damals gab es eine internationale Fahrerbeteiligung, wobei diese so gut wie nur aus den sozialistischen Ostblockstaaten stammten.
In der Anfangsphase der Strecke gab es so gut wie keine Sicherheitsvorkehrungen wie Fangzäune oder große Auslaufzonen. Die damals bis zu 20.000 Zuschauer standen dicht gedrängt hinter einfachem Absperrband und bewunderten die Fahrer. Ende der 1980er Jahre wurde ein zusätzliches Gebäude der Streckenleitung am Startbereich gebaut. Der Matschenberg war eine von nur wenigen permanenten Autocross-Strecken in der DDR.

## Nach der Wende
Nach 1990 wurde intensiv in die Sicherheit der Strecke investiert. So wurde fast die gesamte Strecke mit einer dreifachen Schutzplanke versehen sowie ein Fangzaun an den Zuschauerbereichen installiert. Hinzu kam auch der Bau von 9 Streckenposten-Häuschen. Auf die weitere Austragung von Motocross-Läufen wurde verzichtet.
Ende der 1990er Jahre bewarb sich der Betreiber um eine FIA-Lizenz, welche schließlich 1999 erteilt wurde. Seitdem ist die Strecke einer der Austragungsorte der Europäischen-Autocross-Meisterschaft, welche am letzten Juni-Wochenende gastiert. Gestartet wird in den Klassen Junior Buggy, Buggy bis 1600 cm³, Super Buggy und Touring AX.
Es werden ebenfalls Läufe zur Deutschen-Autocross-Meisterschaft, Interessengemeinschaft Lausitz Pokal (ILP) und dem Trabant-Cross-Cup ausgetragen. Im Jahr 2022 fanden auch Läufe zur Tschechischen Meisterschaft statt.
Heute ist die Offroad-Arena einer der wichtigsten Austragungsorte für Autocross-Läufe in Deutschland. Nach dem Verzicht von Läufen auf der Kurzstrecke in Seelow 2022 war sie die einzige deutsche im europäischen EM-Rennkalender. Schirmherr der jährlichen Veranstaltung ist der sächsische Ministerpräsident Michael Kretschmer.
2019 feierte die Rennstrecke 40-jähriges Jubiläum sowie das 20. FIA-Rennen.

## Die Strecke
Die Anlage liegt etwa 3 km westlich von Cunewalde am südlichen Rand des Ortsteils Weigsdorf-Köblitz. Sie besitzt eine Länge von 820 Meter bei einem Höhenunterschied von 30 Meter. Die gegen den Uhrzeigersinn befahrene Strecke hat eine Breite von 11 bis 16 Meter. Sie ist aktuell nach FIA-Streckenkategorie 6A für internationale Autocross-Wettbewerbe homologiert.
Der Start erfolgt auf einer Betonplatte mit Asphaltdecke in einem Starterfeld von maximal zehn Fahrzeugen. Direkt am Startberg ist eine Steigung von 38 % zu überwinden. Unmittelbar dahinter befindet sich ein Sprunghügel, gefolgt von einer 180°-Kurve. Nach einer langen Geraden folgt eine Linkskurve, bevor es bergab zur spitzen Zielkurve geht. Auf der Strecke sind Spitzengeschwindigkeiten bis zu 180 km/h möglich, womit es eine der schnellsten Strecken des Autocross-EM Kalender ist. Sie zählt zu den anspruchsvollsten und attraktivsten Rennstrecken im europäischen Autocross.
Für Zuschauer ist die Strecke nur bedingt einsehbar, weshalb auf eine Videoleinwand zurückgegriffen werden muss. Die Anlage besitzt einen Rennturm in dem Rennleitung und das Pressebüro untergebracht sind.

## Veranstaltungen
Aktuell (Stand 2023) finden die FIA Autocross-Europameisterschaft und ein Lauf zur deutschen Autocross-Meisterschaft auf der Strecke statt. Daneben startete zuletzt auch die tschechische Autocross-Meisterschaft 2022 auf dem Kurs.
Von 2003 bis 2005 trat die Deutsche Rallycross Meisterschaft auf dem Kurs an.